# När sorgen känns tung
När sorgen känns tung är en psalm vars text och musik är skriven av Lars Berghagen 1993.

## Publicerad i
- Psalmer i 90-talet som nr 875 under rubriken "Gemenskapen med Gud och Kristus"
- Psalmer i 2000-talet som nr 950 under rubriken "Gemenskapen med Gud och Kristus"